# Erik Palmér
Erik Gustav Lennart Palmér, född 23 september 1917 i Virsbo i Västmanland, död 3 mars 1994 i Köpingsvik på Öland, var en svensk målare och teckningslärare.
Han var son till bruksförvaltaren Walfrid Palmér och hans hustru född Schultzberg, och från 1947 gift med Irma Marianne Lindgren (1917–1997). 
Palmér studerade vid Konstfackskolan i Stockholm och han kompletterade sin utbildning med en kurs i konstvetenskap. Efter studierna företog han studieresor till Nederländerna, Tyskland, Belgien och Italien. Han ställde ut tillsammans med Elisabeth Almgen och Anders Almgren på Smålands museum i Växjö 1952 och han har medverkat i utställningen Unga tecknare på Nationalmuseum samt med Östgöta konstförenings utställningar i Linköping.
Han tilldelades Norrköpings byggmästargilles pris i samband med en tävling om utsmyckning av offentliga byggnader i Norrköping. 
Hans konst består av landskap och porträtt i en impressionistisk stil, ibland med dragning åt kubism samt reportageteckning och illustrationer. Vid sidan av sitt eget skapande har han arbetat som bildpedagog, illustratör och konstrecensent i olika tidskrifter och dagspress.
Palmér är representerad vid Kalmar läns landsting och Borgholms kulturnämnd.